# Vincent Casse
Pour les articles homonymes, voir Casse.
Vincent Casse, né le 21 décembre 1994 à Mortsel, est un gymnaste acrobatique belge.
Il est le frère du judoka Matthias Casse et du gymnaste Robin Casse.

## Carrière
Aux Championnats d'Europe de gymnastique acrobatique 2015 à Riesa, il remporte avec Arne Van Gelder la médaille d'or du concours général, la médaille d'argent de l'exercice statique et la médaille de bronze de l'exercice dynamique.
Le duo est médaillé d'argent aux Championnats du monde de gymnastique acrobatique 2016.